# Farges-lès-Mâcon
Farges-lès-Mâcon és un municipi francès, situat al departament de Saona i Loira i a la regió de Borgonya - Franc Comtat. L'any 2007 tenia 165 habitants.

## Demografia

### Població
El 2007 la població de fet de Farges-lès-Mâcon era de 165 persones. Hi havia 84 famílies, de les quals 36 eren unipersonals (12 homes vivint sols i 24 dones vivint soles), 24 parelles sense fills, 20 parelles amb fills i 4 famílies monoparentals amb fills.
La població ha evolucionat segons el següent gràfic:
Habitants censats

### Habitatges
El 2007 hi havia 104 habitatges, 80 eren l'habitatge principal de la família, 19 eren segones residències i 5 estaven desocupats. 102 eren cases i 2 eren apartaments. Dels 80 habitatges principals, 73 estaven ocupats pels seus propietaris, 5 estaven llogats i ocupats pels llogaters i 3 estaven cedits a títol gratuït; 9 tenien dues cambres, 10 en tenien tres, 20 en tenien quatre i 42 en tenien cinc o més. 50 habitatges disposaven pel capbaix d'una plaça de pàrquing. A 39 habitatges hi havia un automòbil i a 27 n'hi havia dos o més.

### Piràmide de població
La piràmide de població per edats i sexe el 2009 era:
| Homes | Edats   | Dones |
| ----- | ------- | ----- |
| 0     | 95 o +  | 0     |
| 0     | 90 a 94 | 0     |
| 0     | 85 a 89 | 4     |
| 0     | 80 a 84 | 0     |
| 8     | 75 a 79 | 8     |
| 4     | 70 a 74 | 8     |
| 20    | 65 a 69 | 4     |
| 0     | 60 a 64 | 8     |
| 0     | 55 a 59 | 4     |
| 8     | 50 a 54 | 8     |
| 8     | 45 a 49 | 4     |
| 4     | 40 a 44 | 4     |
| 12    | 35 a 39 | 4     |
| 4     | 30 a 34 | 8     |
| 0     | 25 a 29 | 4     |
| 0     | 20 a 24 | 0     |
| 0     | 15 a 19 | 0     |
| 12    | 10 a 14 | 4     |
| 0     | 5 a 9   | 0     |
| 4     | 0 a 4   | 8     |

## Economia
El 2007 la població en edat de treballar era de 105 persones, 77 eren actives i 28 eren inactives. De les 77 persones actives 75 estaven ocupades (44 homes i 31 dones) i 2 estaven aturades (1 home i 1 dona). De les 28 persones inactives 14 estaven jubilades, 5 estaven estudiant i 9 estaven classificades com a «altres inactius».

### Ingressos
El 2009 a Farges-lès-Mâcon hi havia 91 unitats fiscals que integraven 208 persones, la mediana anual d'ingressos fiscals per persona era de 19.992 €.

### Activitats econòmiques
Dels 7 establiments que hi havia el 2007, 1 era d'una empresa extractiva, 4 d'empreses de construcció i 2 d'entitats de l'administració pública.
Dels 4 establiments de servei als particulars que hi havia el 2009, 2 eren paletes i 2 electricistes.
L'any 2000 a Farges-lès-Mâcon hi havia 10 explotacions agrícoles que ocupaven un total de 280 hectàrees.

## Poblacions més properes
El següent diagrama mostra les poblacions més properes.